# 瀬田東インターチェンジ

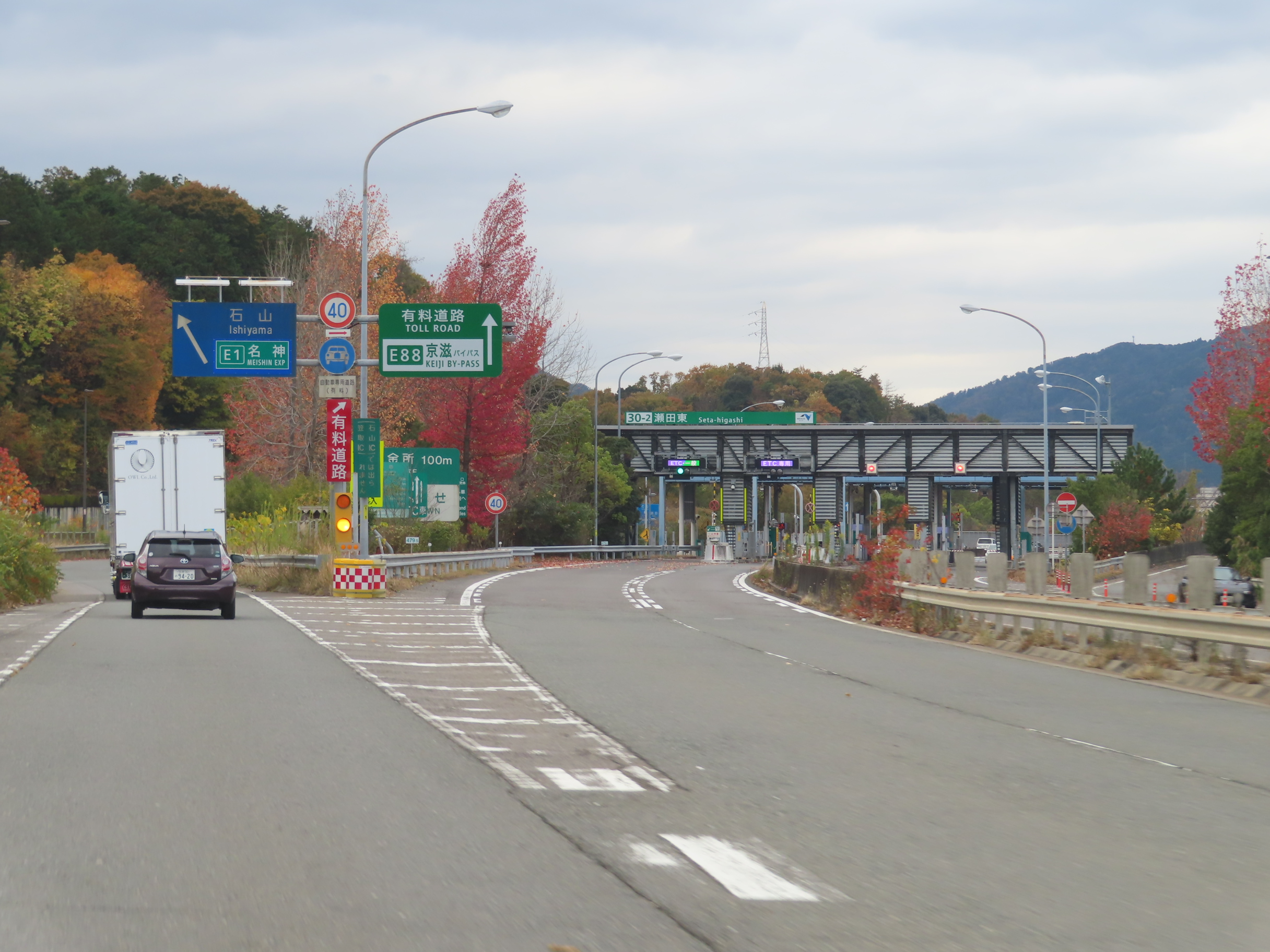
京滋バイパスの瀬田東インターチェンジ（2022年11月）

瀬田東インターチェンジ（せたひがしインターチェンジ）は、滋賀県大津市大江にある京滋バイパス有料部の起点のインターチェンジで、名神高速道路の名古屋方面のハーフICである。

## 概要
下り線方面へ1.6 km離れた瀬田西ICとIC番号が一緒で、セットになっている。
供用当初のIC番号は30-1であったが、上り線方面に新しく草津JCTが設置されたことにより変更された。
滋賀県警察本部交通部高速道路交通警察隊の瀬田東分駐所が併設されている。

## 歴史
- 1988年（昭和63年）8月29日 : 京滋バイパス開通と同時に供用開始。
- 2005年（平成17年）3月19日 : 上り線方面に草津JCTが設置されたため、IC番号を「30-2」に変更

## 道路
- E1 名神高速道路（30-2番）
- E88 京滋バイパス

## 接続道路
- 国道1号（京滋バイパス一般部）
- 滋賀県道2号大津能登川長浜線
- 滋賀県道16号大津信楽線

## 料金所
- ブース数：9

### 名神高速道路（下り線）→京滋バイパス（一般部）

#### 出口
- ブース数：2
  - ETC専用：1
  - ETC・一般：1

### 京滋バイパス（一般部）⇔京滋バイパス
- ブース数：5

#### 入口
- ブース数：2
  - ETC専用：1
  - ETC・一般：1

#### 出口
- ブース数：3
  - ETC専用：2
  - 一般：1

### 滋賀県道2号大津能登川長浜線→名神高速道路（上り線）

#### 入口
- ブース数：2
  - ETC専用：1
  - ETC・一般：1

## 周辺
- 瀬田ゴルフコース
- 瀬田唐橋
- 石山寺
- 瀬田駅
- 石山駅

## 隣
E1 名神高速道路
(30) 栗東IC - (30-1) 草津JCT - 草津PA - (30-2) 瀬田東JCT/瀬田東IC - (30-2) 瀬田西IC
E88 京滋バイパス
（一般部国道1号）- (30-2) 瀬田東JCT/瀬田東IC - (1) 石山IC